# Заикин, Фёдор Михайлович
Фёдор Михайлович Заикин (1916—1995) — старший сержант Рабоче-крестьянской Красной Армии, участник Великой Отечественной войны, Герой Советского Союза (1943).

## Биография
Родился 16 февраля 1916 года в селе Кваркено (ныне Кваркенский район Оренбургской области).
Окончил начальную школу, школу крестьянской молодёжи и курсы зооветспециалистов, после чего работал в колхозе. Позднее, окончив финансовый техникум, работал инспектором в районном финансовом отделе. В январе 1940 года Заикин был призван на службу в Рабоче-крестьянскую Красную Армию. В том же году он окончил полковую школу.
С июня 1941 года — на фронтах Великой Отечественной войны. Принимал участие в боях на Западном, Воронежском и 1-м Украинском фронтах. Неоднократно участвовал в вылазках в тыл противника с целью разведки и захвата «языков». К сентябрю 1943 года старший сержант Фёдор Заикин был помощником командира взвода 346-й отдельной разведроты 253-й стрелковой дивизии 40-й армии Воронежского фронта. Отличился во время битвы за Днепр.
25 сентября 1943 года Заикин с разведгруппой переправился через Днепр в районе села Ходоров Мироновского района Киевской области Украинской ССР, захватил плацдарм на его западном берегу и в течение четырёх суток удерживал занятые позиции. Заикин корректировал огонь советской артиллерии, указывал места высадки переправляющимся частям.
Указом Президиума Верховного Совета СССР от 29 октября 1943 года за «мужество и героизм, проявленные в боях на Букринском плацдарме» старшему сержанту Фёдору Заикину было присвоено звание Героя Советского Союза с вручением медали «Золотая Звезда» и ордена Ленина.
В дальнейшем участвовал в освобождении Киева. 24 ноября 1943 года получил тяжёлое ранение и после долгого лечения в 1944 году был демобилизован. Вернулся в Кваркено, работал управляющим Кваркенским отделением Государственного банка СССР. Позднее переехал в Оренбург, работал в Оренбургском областном отделении Государственного банка СССР.
Также был награждён орденами Отечественной войны 1-й степени и Красной Звезды, рядом медалей СССР.
Умер 13 февраля 1995 года на 79-м году жизни. Похоронен на Старом кладбище в Оренбурге.